# Украинский (Волгоградская область)
Украинский — хутор в Урюпинском районе Волгоградской области России, в составе Искринского сельского поселения.
Население — 55 (2010)

## История
Дата основания не установлена.
С 1928 года — в составе Урюпинского района Хопёрского округа (упразднён в 1930 году) Нижне-Волжского края (с 1934 года — Сталинградского края). Хутор относился к Розовскому сельсовету.
В 1935 году хутор передан Добринскому району Сталинградского края (с 1936 года Сталинградской области, с 1954 по 1957 год район входил в состав Балашовской области). В период с 1951 по 1960 год Розовский сельсовет был переименован в Лощиновский (точную дату переименования установить не удалось). В 1963 году в связи с упразднением Добринского района хутор Украинский в составе Лощиновского сельсовета вновь передан Урюпинскому району.

## География
Хутор находится в степной местности на западе Урюпинского района, в пределах Калачской возвышенности, являющейся частью Восточно-Европейской равнины, при небольшой балке, прилегающей к балке Подгорной (бассейн реки Подгорной). Рельеф местности холмисто-равнинный. Центр хутора расположен на высоте около 215 метров над уровнем моря. Почвы — чернозёмы обыкновенные. Хутор окружён полями.
По автомобильным дорогам расстояние до областного центра города Волгоград составляет 390 км, до районного центра города Урюпинск — 57 км, до административного центра сельского поселения хутора Лощиновский — 5,7 км. В 5 км к западу расположен хутор Троицкий.
Часовой пояс
Украинский, как и вся Волгоградская область, находится в часовой зоне МСК (московское время). Смещение применяемого времени относительно UTC составляет +3:00.

## Население
Динамика численности населения по годам:
| 1989 | 2002 |
| ---- | ---- |
| ≈160 | 80   |

| 2010 |
| ---- |
| 55   |